# Olympische Sommerspiele 1980/Leichtathletik – 3000 m Hindernis (Männer)

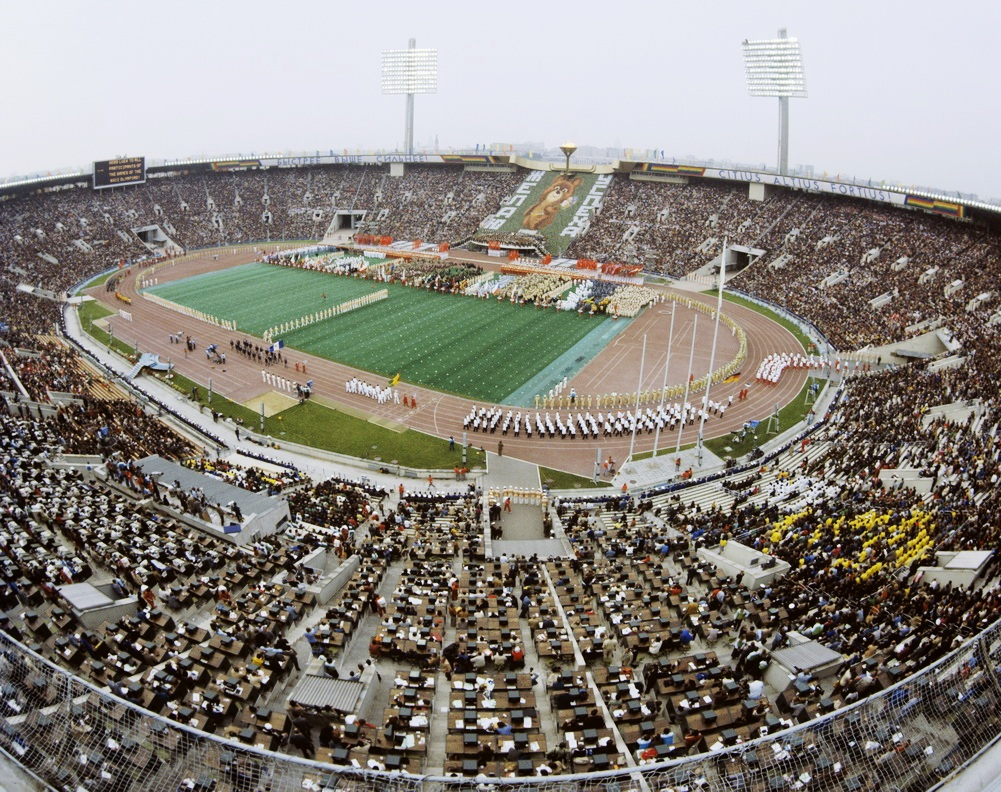
Das Luschniki-Stadion während der Eröffnungsfeier dieser Spiele

Der 3000-Meter-Hindernislauf der Männer bei den Olympischen Spielen 1980 in Moskau wurde am 26., 28. und 31. Juli 1980 im Olympiastadion Luschniki ausgetragen. 32 Athleten nahmen teil. 
Olympiasieger wurde der Pole Bronisław Malinowski. Er gewann vor Filbert Bayi aus Tansania und dem Äthiopier Eshetu Tura.
Der für die DDR startende Ralf Pönitzsch schied in der Vorrunde aus.

Der Österreicher Wolfgang Konrad überstand die Vorrunde und schied im Halbfinale aus.

Läufer aus der Schweiz und Liechtenstein nahmen nicht teil. Athleten aus der Bundesrepublik Deutschland waren wegen des Olympiaboykotts ebenfalls nicht dabei.

## Bestehende Rekorde
| Weltrekord         | 8:05,4 min  | Henry Rono ( Kenia)         | Seattle, USA               | 13. Mai 1978  |
| Olympischer Rekord | 8:08,02 min | Anders Gärderud ( Schweden) | Finale OS Montreal, Kanada | 28. Juli 1976 |

Der bestehende olympische Rekord wurde bei diesen Spielen nicht erreicht. Im schnellsten Rennen, dem Finale verfehlte Olympiasieger Bronisław Malinowski diesen Rekord um 1,68 Sekunden. Zum Weltrekord fehlten ihm 4,3 Sekunden.

## Durchführung des Wettbewerbs
Die Athleten traten am 26. Juli zu drei Vorläufen an. Die jeweils sechs Laufbesten – hellblau unterlegt – sowie die nachfolgend sechs Zeitschnellsten – hellgrün unterlegt – erreichten das Halbfinale am 28. Juli. Hier qualifizierten sich die jeweils vier Laufbesten sowie die nachfolgend vier Zeitschnellsten für das Finale, das am 31. Juli stattfand.

## Zeitplan
26. Juli, 18:20 Uhr: Vorläufe

28. Juli, 20:35 Uhr: Halbfinale
31. Juli, 19.15 Uhr: Finale
Anmerkung:
Alle Zeiten sind in Ortszeit Moskau (UTC+3) angegeben.

## Vorrunde
Datum: 26. Juli 1980, ab 18:20 Uhr

### Vorlauf 1

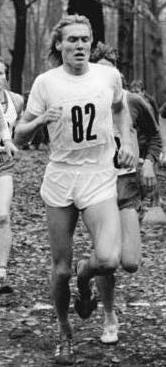
Ralf Pönitzsch (Nr. 82) – ausgeschieden als Neunter des ersten Vorlaufs

| Platz | Name                 | Nation           | Zeit       |
| ----- | -------------------- | ---------------- | ---------- |
| 1     | Bronisław Malinowski | Polen            | 8:29,8 min |
| 2     | Dušan Moravčík       | Tschechoslowakei | 8:33,4 min |
| 3     | Serhij Olisarenko    | Sowjetunion      | 8:34,2 min |
| 4     | Colin Reitz          | Großbritannien   | 8:35,3 min |
| 5     | Roberto Volpi        | Italien          | 8:35,6 min |
| 6     | Vesa Laukkanen       | Finnland         | 8:38,4 min |
| 7     | Paul Copu            | Rumänien         | 8:45,6 min |
| 8     | Girma Wolde-Hana     | Äthiopien        | 8:54,6 min |
| 9     | Ralf Pönitzsch       | DDR              | 8:56,5 min |
| 10    | Abdul Karin Joumaa   | Syrien           | 9:29,4 min |
| DNF   | José Sena            | Portugal         |            |

### Vorlauf 2
| Platz | Name               | Nation         | Zeit       |
| ----- | ------------------ | -------------- | ---------- |
| 1     | Filbert Bayi       | Tansania       | 8:21,4 min |
| 2     | Eshetu Tura        | Äthiopien      | 8:23,8 min |
| 3     | Bogusław Mamiński  | Polen          | 8:24,0 min |
| 4     | Wolfgang Konrad    | Österreich     | 8:25,0 min |
| 5     | Francisco Sánchez  | Spanien        | 8:27,5 min |
| 6     | Tommy Ekblom       | Finnland       | 8:27,8 min |
| 7     | Aljaksandr Warabej | Sowjetunion    | 8:42,6 min |
| 8     | Tony Staynings     | Großbritannien | 8:47,5 min |
| 9     | Nicolae Voicu      | Rumänien       | 8:49,0 min |
| 10    | Anders Carlson     | Schweden       | 9:01,8 min |
| DNS   | Tapio Kantanen     | Finnland       |            |

### Vorlauf 3
| Platz | Name                 | Nation         | Zeit       |
| ----- | -------------------- | -------------- | ---------- |
| 1     | Domingo Ramón        | Spanien        | 8:31,9 min |
| 2     | Anatoli Dimow        | Sowjetunion    | 8:33,2 min |
| 3     | Vasile Bichea        | Rumänien       | 8:35,4 min |
| 4     | Krzysztof Wesołowski | Polen          | 8:35,6 min |
| 5     | Roger Hackney        | Großbritannien | 8:36,4 min |
| 6     | Giuseppe Gerbi       | Italien        | 8:37,1 min |
| 7     | Lahcen Babaci        | Algerien       | 8:38,7 min |
| 8     | Hailu Wolde-Tsadik   | Äthiopien      | 8:41,0 min |
| 9     | Stanimir Nenow       | Bulgarien      | 8:43,8 min |
| 10    | Albert Marie         | Seychellen     | 9:19,7 min |

## Halbfinale
Datum: 28. Juli 1980, ab 20:35 Uhr

### Lauf 1
| Platz | Name                 | Nation         | Zeit       |
| ----- | -------------------- | -------------- | ---------- |
| 1     | Filbert Bayi         | Tansania       | 8:16,2 min |
| 2     | Eshetu Tura          | Äthiopien      | 8:16,2 min |
| 3     | Bogusław Mamiński    | Polen          | 8:18,8 min |
| 4     | Francisco Sánchez    | Spanien        | 8:19,0 min |
| 5     | Anatoli Dimow        | Sowjetunion    | 8:24,9 min |
| 6     | Lahcen Babaci        | Algerien       | 8:25,5 min |
| 7     | Roberto Volpi        | Italien        | 8:29,7 min |
| 8     | Colin Reitz          | Großbritannien | 8:29,8 min |
| 9     | Krzysztof Wesołowski | Polen          | 8:33,1 min |
| 10    | Vesa Laukkanen       | Finnland       | 8:33,3 min |
| 11    | Paul Copu            | Rumänien       | 8:45,0 min |
| 12    | Stanimir Nenow       | Bulgarien      | 8:50,2 min |

### Lauf 2
| Platz | Name                 | Nation           | Zeit       |
| ----- | -------------------- | ---------------- | ---------- |
| 1     | Bronisław Malinowski | Polen            | 8:21,2 min |
| 2     | Domingo Ramón        | Spanien          | 8:22,0 min |
| 3     | Vasile Bichea        | Rumänien         | 8:24,3 min |
| 4     | Tommy Ekblom         | Finnland         | 8:24,3 min |
| 5     | Giuseppe Gerbi       | Italien          | 8:27,2 min |
| 6     | Dušan Moravčík       | Tschechoslowakei | 8:28,0 min |
| 7     | Roger Hackney        | Großbritannien   | 8:29,2 min |
| 8     | Hailu Wolde-Tsadik   | Äthiopien        | 8:35,0 min |
| 9     | Aljaksandr Warabej   | Sowjetunion      | 8:44,3 min |
| 10    | Wolfgang Konrad      | Österreich       | 8:51,6 min |
| 11    | Tony Staynings       | Großbritannien   | 8:52,3 min |
| DNF   | Serhij Olisarenko    | Sowjetunion      |            |

## Finale

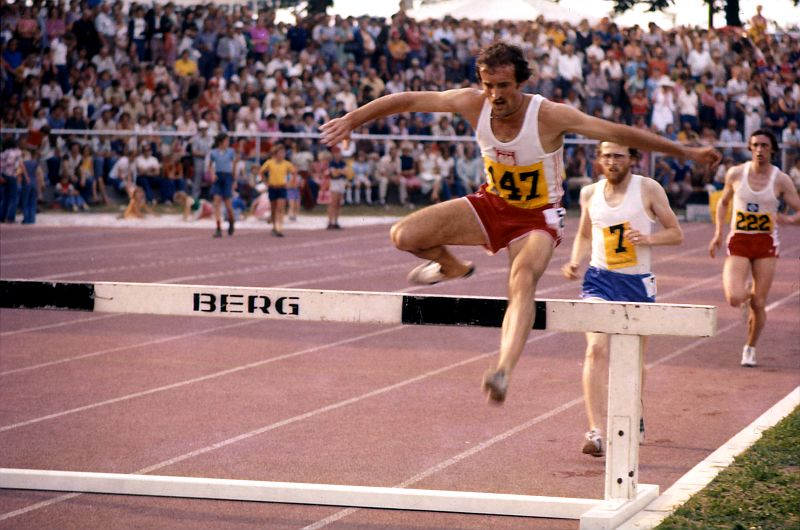
Olympiasieger Bronisław Malinowski bei einem Rennen vier Jahre zuvor
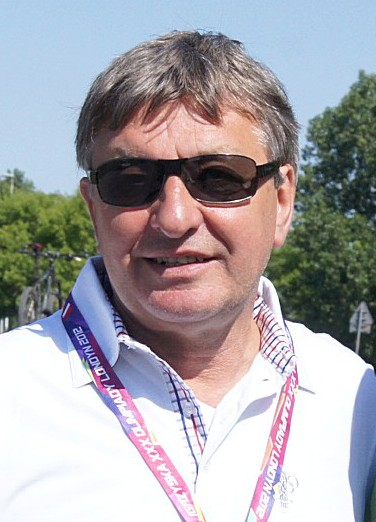
Boguslaw Maminski (Foto: 2012) belegte Rang sieben

Datum: 31. Juli 1980, 19:15 Uhr
| Platz | Name                 | Nation           | Zeit       |
| ----- | -------------------- | ---------------- | ---------- |
| 1     | Bronisław Malinowski | Polen            | 8:09,7 min |
| 2     | Filbert Bayi         | Tansania         | 8:12,5 min |
| 3     | Eshetu Tura          | Äthiopien        | 8:13,6 min |
| 4     | Domingo Ramón        | Spanien          | 8:15,8 min |
| 5     | Francisco Sánchez    | Spanien          | 8:18,0 min |
| 6     | Giuseppe Gerbi       | Italien          | 8:18,5 min |
| 7     | Bogusław Mamiński    | Polen            | 8:19,5 min |
| 8     | Anatoli Dimow        | Sowjetunion      | 8:19,8 min |
| 9     | Vasile Bichea        | Rumänien         | 8:23,9 min |
| 10    | Dušan Moravčík       | Tschechoslowakei | 8:29,1 min |
| 11    | Lahcen Babaci        | Algerien         | 8:31,8 min |
| 12    | Tommy Ekblom         | Finnland         | 8:40,9 min |

Der Olympiaboykott verhinderte die Teilnahme der kenianischen Läufer, insbesondere von Weltrekordler Henry Rono. Auch der bundesdeutsche Vizeeuropameister von 1978, Patriz Ilg, später Europameister 1982 und Weltmeister 1983, fehlte aus demselben Grund. Der Pole Bronislaw Malinowski, Olympiazweiter von 1976, und Filbert Bayi aus Tansania, der von der 1500-Meter-Strecke in diese Disziplin gewechselt war, galten nun als die Favoriten.
Bayi, der immer wieder auch bei früherer Rennen gerne vorneweg gelaufen war, setzte sich gleich nach dem Start mit hohem Tempo an die Spitze. Bei der 2000-Meter-Marke lag er auf Weltrekordkurs und hatte einen Vorsprung von dreißig Metern auf Malinowski. Doch der Pole konnte die Lücke langsam zulaufen, bis er eingangs der letzten Runde nur noch fünf Meter Rückstand hatte. Nach dem Wassergraben zog Bronisław Malinowski an dem erschöpften Bayi vorbei und war im Ziel Olympiasieger. Filbert Bayi verteidigte seinen zweiten Platz gegen den noch stark aufkommenden Äthiopier Eshetu Tura. Diese beiden Läufer gewannen die Silber- bzw. Bronzemedaille. Die Spanier Domingo Ramón und Francisco Sánchez belegten die Plätze vier und fünf.
Mit seiner Silbermedaille sorgte Filbert Bayi für den ersten Medaillengewinn Tansanias überhaupt bei Olympischen Spielen.

Eshetu Tura gewann die erste äthiopische Medaille in dieser Disziplin.

## Video
- Bronislaw Malinowski - 3000m Steeplechase 1980, youtube.com, abgerufen am 29. Dezember 2017